# Aràbia Saudita
L'Aràbia Saudita o l'Aràbia Saudí (àrab: العربية السعودية, al-ʿArabiyya as-Saʿūdiyya) és un regne del sud-oest d'Àsia que ocupa la major part de la península d'Aràbia i limita amb Jordània, l'Iraq i Kuwait al nord, amb el golf Pèrsic, Qatar i els Emirats Àrabs Units a l'est, amb Oman al sud-est, amb el Iemen al sud i amb la mar Roja a l'oest. La seva capital és Riad. Gidda o Jiddah és la segona ciutat més important, amb més d'un milió d'habitants. A l'Aràbia Saudí s'hi troben les poblacions de la Meca i Medina, les principals ciutats santes de l'islam, i destí de pelegrinació de milions de musulmans de tot el món.

## Història
L'estat saudita nasqué a la península Aràbiga pels volts de 1750. Un governador local, Muhàmmad ibn Saüd, uní forces amb un reformador islàmic, Muhàmmad ibn Abd-al-Wahhab, fundador del wahhabisme, per a crear una nova entitat política. Durant els cent cinquanta anys posteriors, els governadors saudites combateren amb Egipte, l'Imperi Otomà i altres famílies àrabs per al control de la península. L'estat modern saudita va ser fundat per l'últim rei Abd-al-Aziz ibn Saüd.
El 1902, Abd-al-Aziz ibn Saüd aconseguí el control sobre Riad, la capital ancestral de la dinastia Al Saüd, de la família rival Al Raixid; entre 1913 i 1926 també aconseguí els territoris d'Al-Ahsa, Al-Qatif, la resta del Najd i del Hijaz. El 1913 va conquerir la província oriental (al-Ahsa i al-Katif eren els seus centres principals), cosa que li va permetre atreure l'atenció dels britànics que el 1914 van entrar amb guerra amb l'Imperi Otomà i així el 1915 va poder signar un tractat amb Gran Bretanya que establia de fet el protectorat però li deixava prou marge de maniobra. La conquesta d'Hail, capital dels Banu Rashid (o Al Rashid/ Al Raixid) del Shammar el 1921. El 1923 va conquerir l'Alt Asir. El 1924-1925 va conquerir el Hijaz amb les ciutats santes de Medina i la Meca.
- (Per més dades referents a la història entre 1912 i 1930 vegeu: Al-Ikhwan)

Des del començament de la dècada de 1920, l'Aràbia Saudita va disputar amb els països veïns els seus límits fronterers definitius, ultimant les seves fronteres amb Kuwait, l'Iraq i Transjordània pels tractats d'Ukayr (1922), Bahra (1925) i Hadda (1925). En els límits amb l'Iraq i Kuwait es van crear dues zones neutrals. El 1926 va establir el protectorat sobre els idríssides de Sabya al baix Asir, el territori dels quals fou annexionat només quatre anys després (1930). El 1934, els límits amb Iemen estaven gairebé finalitzats pel tractat de Taif, i Aràbia Saudita es va annexionar l'emirat makràmida de Najran. Les fronteres amb l'Aràbia del sud-oest (Protectorat d'Aden), Trucial Oman, Qatar i Oman, foren fixades d'acord amb la "Línia Blava" pactada entre la Gran Bretanya i l'Imperi Otomà el 1913 i fou la base pels tractats de 1935-1936 amb la Gran Bretanya.
El 8 de gener de 1926, Abd-al-Aziz ibn Saüd es convertí en el rei del Hijaz; el 29 de gener de 1927 prengué el títol de rei de Najd (anteriorment havia tingut el de sultà). Mitjançant el tractat de Jiddah, firmat el 20 de maig de 1927, el Regne Unit reconegué la independència del regne d'Abd-al-Aziz (llavors coneguda com a regne de Hijaz i Najd) després de 12 anys de virtual protectorat. El 2 de setembre de 1932, aquestes regions van ser unificades com al Regne de l'Aràbia Saudita.
Les primeres concessions petrolieres foren donades el 1933 a la Standard Oil de Califòrnia. El descobriment del petroli el març de 1938 va transformar econòmicament el país i li ha donat gran legitimitat amb el pas dels anys: gràcies a aquests jaciments s'ha convertit en el principal productor mundial de petroli. Els principals jaciments estaven a la província oriental però a l'anomenada província central (tradicionalment el Nadj) subdividit en tres regions (Kasim, Hail o Shammar i Riad) fou la que més se'n va beneficiar a partir dels anys cinquanta. Posteriorment l'oleoducte transportant el petroli de la costa est a la costa occidental (la Petroline) als anys setanta va suposar un nou impuls que va permetre el desenvolupament industrial a gran escala. Però els ingressos del petroli (especialment després de 1973) han estat tan grans que el pressupost nacional ha beneficiat a totes les regions de manera espectacular, si bé Riad com a capital sempre fou la primera a rebre els beneficis.
El 28 de març de 1964 el rei Saüd va abdicar a favor del seu germà i rival Fàysal (Saüd va morir a l'exili el 23 de febrer de 1969). El 1965, l'Aràbia Saudita va cedir algunes de les seves àrees a Jordània, i Jordània al seu torn va cedir algunes de les seves a l'Aràbia Saudita. El 1971, la zona neutral entre Aràbia Saudita i Kuwait es va dividir entre aquests dos països.
El rei Faysal va ser assassinat per un cosí el 25 de març de 1975 i el succeí en el tron el seu germà Khàlid o Khàled que va deixar els afers polítics en mans del seu germà Fahd. L'Aràbia Saudita i l'Iraq van decidir el 1981 dividir la zona neutral entre ells i aquesta zona va ser dividida el 1983. El rei Khàlid va morir el 13 de juny de 1982 i Fadh el va succeir (també fou primer ministre). El 1985 Riad havia arribat a 1.300.000 habitants i la província central a 3.600.000. El rei Fadh va quedar en part incapacitat després d'una embòlia patida el 1995 i el 1996 va delegar el poder en el seu germanastre el príncep Abdul·lah es va convertir en el príncep hereu. Els ingressos de l'Aràbia Saudita van disminuir durant el període de regnat del rei Fahd, com a resultat de la baixada del preu del petroli. El govern del rei Fahd va adoptar una política econòmica que va ajudar el país a subsistir amb uns ingressos menors. El rei Fahd va ajudar a l'Iraq durant la guerra Iran-Iraq, i va discutir amb aquests dos països sobre la fi de la guerra. Ambdós països van finalitzar la guerra a l'agost de 1988. El rei també va ajudar a fer del Consell de Cooperació del Golf (GCC) una organització més forta. El GCC és una organització de sis països del Golf Pèrsic, el propòsit de la qual és millorar el desenvolupament i la cooperació entre els països membres. Fadh va donar suport als Estats Units i Kuwait en la Guerra del Golf (1991) i el príncep hereu ho va fer el 2003 en la invasió americana de l'Iraq.
Tot i els progressos en la delimitació de fronteres amb els veïns es va entrar al segle XXI amb les fronteres de l'Aràbia Saudita amb els Emirats Àrabs Units i Oman encara no són definitives, i la frontera amb Qatar només fou delimitada el 2001. A la mort del rei Fadh l'1 d'agost de 2005, Abdul·lah fou proclamat rei.
Avui dia, l'Aràbia Saudita viu una intensa relació econòmica amb moltes de les nacions occidentals al tenir el control del petroli de la regió.
Abdullah, va morir el 23 de gener de 2015 després de passar tres setmanes ingressat per pneumònia, l'hereu Salman fou proclamat rei.

## Geografia física

### Relleu i geologia
El país ocupa el 80% de la Península d'Aràbia. Gran part de les fronteres amb els Emirats Àrabs Units, Oman i el Iemen no estan ben definides, raó per la qual no es coneix la superfície exacta del país, que s'estima entorn dels 2.240.000 quilòmetres quadrats.
La regió sud-occidental presenta muntanyes amb alçades de fins a 3.000 metres, alhora que és la regió més verda i temperada del país. La capital, Riad, té una temperatura mitjana que oscil·la dels 42 °C al juliol fins als 14 °C al gener. En canvi, al port de Gidda, situat a la costa occidental, oscil·la entre els 31 °C del juliol i els 23 °C del gener.
Les principals ciutats del país són Riad (la capital), Dammam, Gidda, la Meca i Medina.
Les ciutats de la Meca i Medina destaquen per l'important significat religiós que tenen per als musulmans. La Meca guarda la Kaaba, on l'islam afirma que Abraham donà inici a les religions monoteistes. A Medina es troba la mesquita de Mahoma. L'entrada i estança de ciutadans no musulmans en aquestes ciutats està completament prohibida.
El port de Gidda és un important centre a la costa del mar Roig, i és la porta d'entrada per als peregrins musulmans provinents de l'Àfrica.
A Dammam, per la seva banda, es troba el principal centre d'explotació dels jaciments petrolífers del país.

### Clima
El clima és sec i càlid. La meitat del país està deshabitada, en ser un desert de temperatures extremes amb petits oasis. La vegetació és escassa a la major part del país, i queda limitada a certes herbes i arbusts. La fauna la componen principalment gats salvatges, micos babuïns, llops i hienes. La costa del Mar Roig presenta una rica fauna marina, especialment a les zones coral·lines. La costa s'estén al llarg de 2.640 quilòmetres.

## Política i govern

### Estructura de govern
La institució central de govern de l'Aràbia Saudita és la monarquia saudita. La Llei Bàsica de Govern, adoptada el 1992 declara que l'Aràbia Saudita és una monarquia governada pels fills i nets del primer rei, Abd-al-Aziz ibn Saüd. També afirma que l'Alcorà és la Constitució del país, que es regeix basant-se en la xaria (llei islàmica). D'acord amb l'Índex de Democràcia de The Economist, el govern de l'Aràbia Saudita és el setè règim més autoritari d'entre els 167 països avaluats.
No es reconeixen els partits polítics o les eleccions nacionals, a excepció de les eleccions locals que es van celebrar l'any 2005, quan la participació estava reservada per als ciutadans homes. Els poders del rei són teòricament limitats dins dels límits de la llei islàmica i d'altres tradicions saudites. També ha de mantenir un consens entre la família reial saudita, els líders religiosos (Ulemes), i altres elements importants en la societat saudita. El govern saudita estén l'islam mitjançant el finançament de la construcció de mesquites i madrasses (escoles alcoràniques) a tot el món. Els principals membres de la família reial trien el rei entre ells mateixos, amb l'aprovació posterior dels ulemes.
Els reis saudites han anat desenvolupant un govern central. Des de 1953, el Consell de Ministres, nomenat pel rei, l'ha assessorat en la formulació de la política general i dirigeix les activitats de la creixent burocràcia. Aquest consell està compost per un Primer Ministre, el Primer Ministre i vint ministres.
La legislació prové de les resolucions del Consell de Ministres, ratificat per Reial Decret, i ha de ser compatible amb la xaria. Els 150 membres de l'Assemblea Consultiva, nomenats pel Rei, han limitat els poders legislatius. Justícia s'administra d'acord amb la xaria mitjançant un sistema de tribunals religiosos; els jutges són nomenats pel rei amb la recomanació del Consell Judicial Suprem, compost per dotze juristes d'alt nivell. La independència del poder judicial està protegida per llei. El rei actua com el més alt tribunal d'apel·lació i té la facultat d'indult. L'accés als alts funcionaris (en general en un majlis; una audiència pública) i el dret de petició estan ben establerts per les tradicions.

### Afers exteriors
L'Aràbia Saudita és un dels majors contribuents de l'ajuda al desenvolupament, tant en termes de volum de l'ajuda com en la proporció de volum de l'ajuda respecte al PIB.
Gran part de l'ajuda de l'Aràbia Saudita s'ha dirigit cap als països islàmics més pobres o les comunitats islàmiques en països no islàmics. Aquesta ajuda ha contribuït a l'expansió de l'islam en la forma que es troba a l'Aràbia Saudita, en lloc d'impulsar les tradicions dels grups ètnics de recepció. L'efecte ha estat l'erosió de les cultures regionals islàmiques a través de la normalització. Exemples de l'efecte "normalitzador" de l'ajuda de l'Aràbia es poden veure entre els minangkabau i Aceh a Indonèsia, així com entre la gent de les Maldives.
El 18 de desembre de 2008, la Fundació William J. Clinton va emetre una llista de tots els contribuïdors. I hi era inclosa el regne de l'Aràbia Saudita, que va donar entre 10 i 25 milions de dòlars
Arabia Saudita està en conflicte diplomàtic amb Iran des de 1979 en el que es coneix precisament com a conflicte entre Aràbia Saudita i l'Iran o, altrament, guerra freda islàmica.

### Divisió administrativa
L'Aràbia Saudita està dividida en 13 províncies o míntaques.

Mapa de l'Aràbia Saudita

1. Al-Bahah
2. Fronteres del Nord
3. Al Jawf
4. Medina
5. Al-Qàssim
6. Riad
7. Oriental
8. Asir
9. Hail
10. Jizan
11. La Meca
12. Najran
13. Tabuk

## Economia

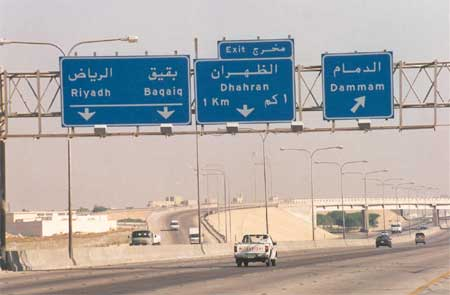
Autopista Dhahran-Al Khobar.

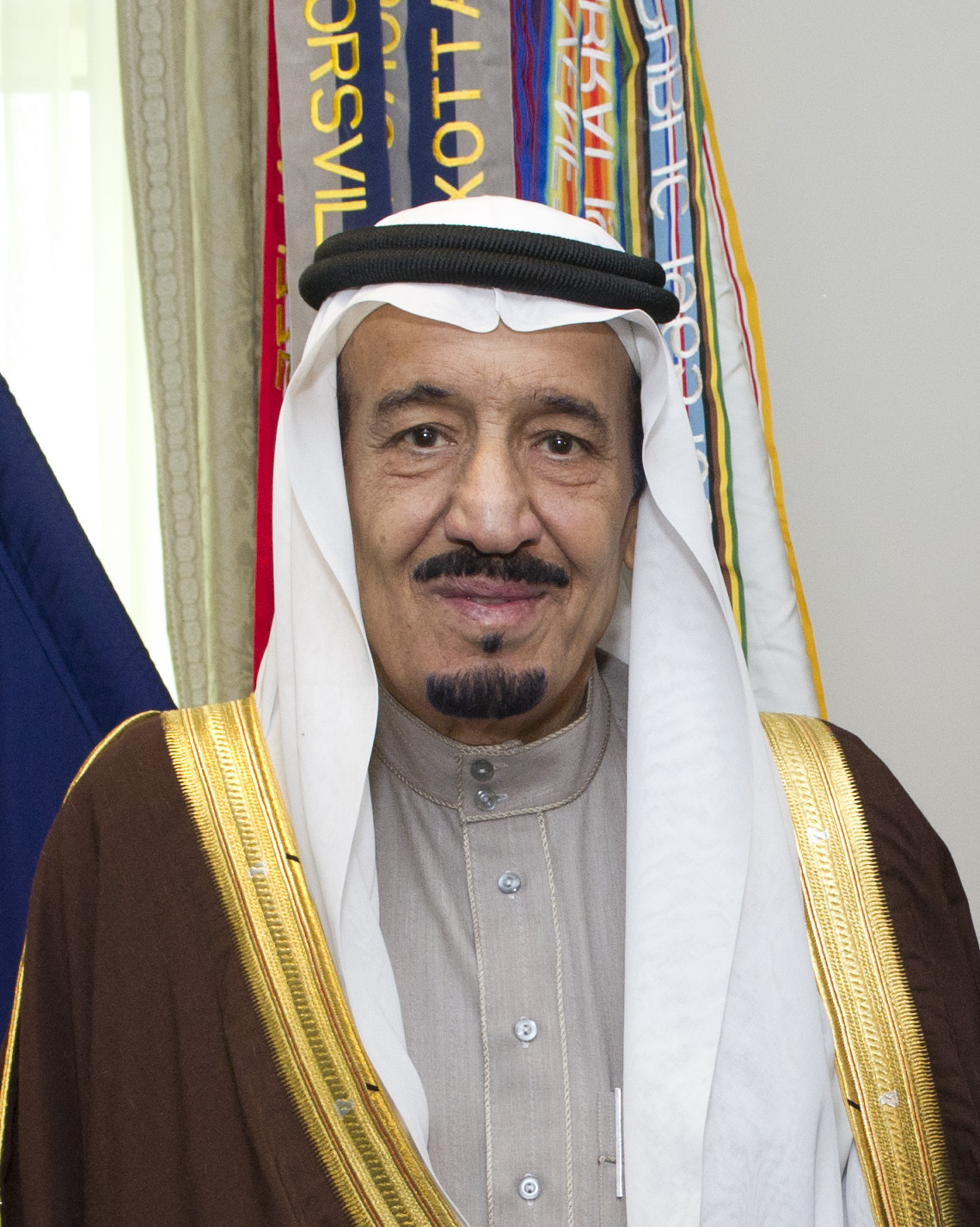
Salman ibn Abd-al-Aziz Al Saüd, rei de l'Aràbia Saudita

L'Aràbia Saudita té una economia basada principalment en el petroli i el govern manté un fort control sobre les principals activitats econòmiques del país. Les reserves del petroli l'any 2003 arribaven a xifres de 260 mil milions de barrils, és a dir el 24% de les reserves mundials. És el primer exportador de petroli i el líder en el cartell de l'OPEP. El sector petrolier representa el 75% dels ingressos pressupostaris pel país, el 40% del seu PNB i el 90% dels seus ingressos per exportacions. Degut al petroli, part de la costa i de la terra estan seriosament contaminades.
Aproximadament el 40% del PNB prové del sector privat. L'Aràbia Saudita portà a terme un paper preponderant en els esforços de l'OPEP el 1999 per a augmentar els preus del petroli, reduint la seva producció. L'any 2005, i arran de l'increment de la demanda del petroli els ingressos per aquest concepte augmentaren substancialment estimant-se en un superàvit pressupostari de més de 28 mil milions de dòlars estatunidencs.

### Rànquings internacionals
| Organització                                          | Enquesta                              | Rànquing   |
| ----------------------------------------------------- | ------------------------------------- | ---------- |
| Heritage Foundation/The Wall Street Journal           | Índex de Llibertat Econòmica          | 62 de 157  |
| The Economist                                         | Worldwide Quality-of-life Index, 2005 | 72 de 111  |
| The Economist                                         | Índex de Democràcia                   | 159 de 167 |
| Reporters Sense Fronteres                             | Índex de llibertat de premsa mundial  | 161 de 167 |
| Transparència Internacional                           | Índex de Percepció de Corrupció       | 70 de 163  |
| Programa de les Nacions Unides per al Desenvolupament | Índex de desenvolupament humà         | 61 de 177  |
| A. T. Kearney/Revista Foreign Policy                  | Globalization Index 2005              | 45 de 62   |
| Fund for Peace                                        | Índex d'Estats Fallits                | 84 de 177  |

## Geografia humana i societat

### Demografia

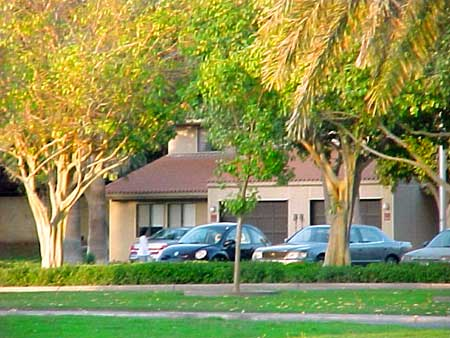
Cases als turons de Dhahran

La població de l'Aràbia Saudita el 2007 s'estima en 27,6 milions, incloent-hi al voltant de 5,5 milions d'estrangers residents. Fins als anys setanta, la majoria de la població era nòmada o seminomàda; a causa del ràpid creixement econòmic i urbà, més del 95% de la població ara ja s'ha establert. La taxa de natalitat és de 29,10 naixements per cada 1.000 persones, i la taxa de mortalitat és només de 2,55 morts per 1.000 persones. Algunes ciutats i oasis tenen densitats de més de 1.000 persones per kilòmetre quadrat.
Evolució demogràfica:
- Any 1900: 1,5 milions
- Any 1910: 1,8 milions
- Any 1920: 2 milions
- Any 1930: 2,4 milions
- Any 1940: 2,8 milions
- Any 1950: 3,9 milions
- Any 1960: 4,8 milions
- Any 1970: 6,2 milions
- Any 1980: 9,4 milions
- Any 1990: 14,1 milions
- Any 2000: 22 milions

### Etnografia
La majoria dels saudites són, ètnicament parlant, àrabs. Alguns són d'origen ètnic mixt i descendeixen de turcs, iranians, indonesis, indis, africans, entre d'altres; la majoria va immigrar com a pelegrins i resideixen a la regió d'Hijaz al costat de la costa del mar Roig. Molts àrabs de països veïns són treballadors del regne. Hi ha un nombre significatiu d'expatriats asiàtics, majoritàriament de l'Índia, el Pakistan, Bangladesh, Indonèsia i Filipines. Hi ha menys de 100.000 occidentals al país.

### Religió

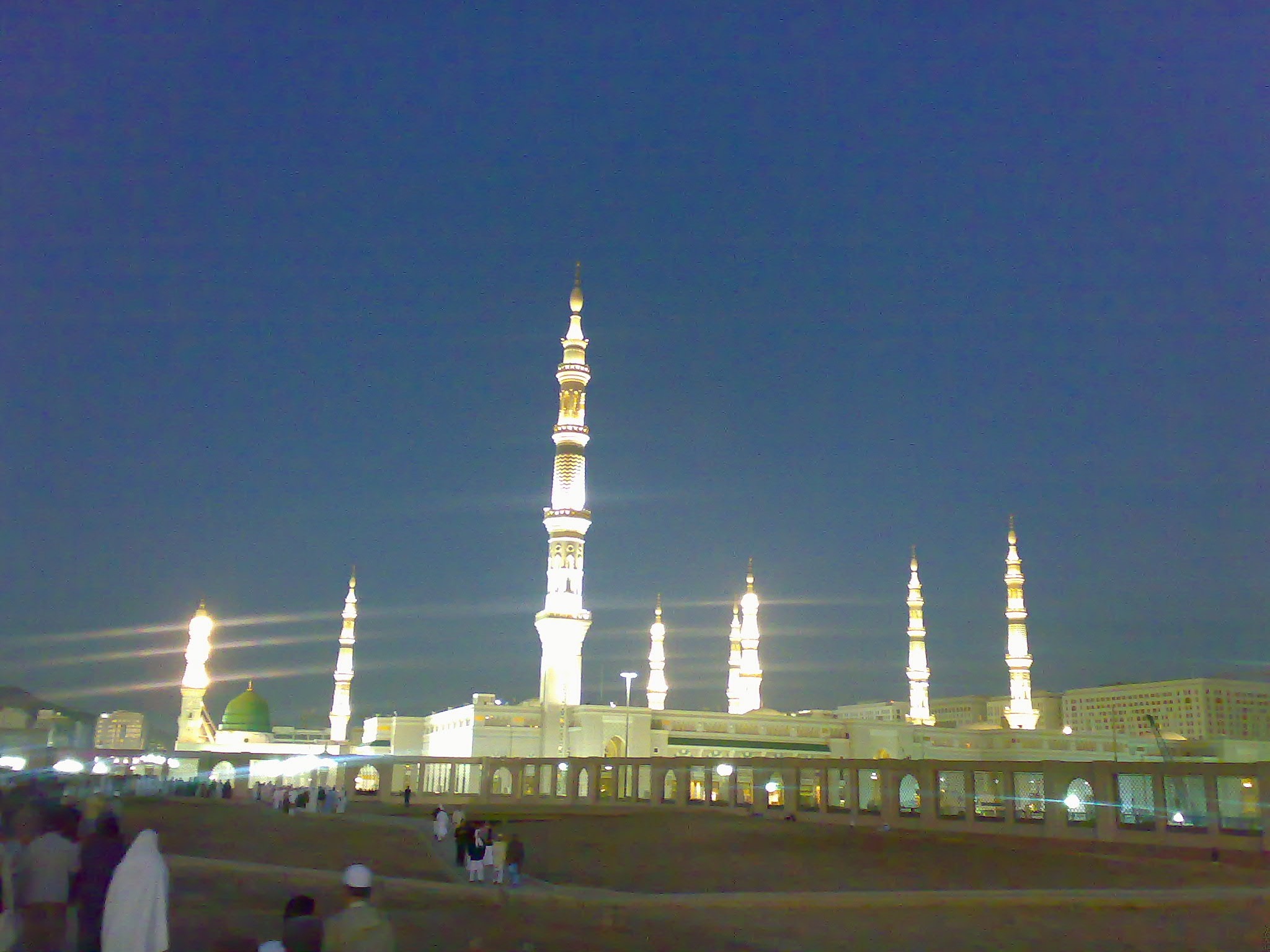
Màsjid an-Nabawí, Medina.

La religió oficial d'Aràbia Saudita és l'islam de la variant sunnita, i concretament del corrent wahhabita, el qual va néixer a la península Aràbiga al segle XVIII. Aquest corrent està basat en una de les quatre escoles de jurisprudència islàmica, el hanbalisme. Defensa una lectura literal dels texts fonamentals de l'islam, l'Alcorà i el Hadit, i considera que tota pràctica que no es trobi en aquests escrits ha de ser considerada com a una innovació, i per tant, rebutjada de ple. De fet, a l'Aràbia Saudita no es reconeix cap de les altres tres escoles sunnites de jurisprudència, i la segona variant més important de la fe islàmica, el xiisme, està fortament reprimida.
Hi ha una institució al país coneguda com a mutawa o policia religiosa, també coneguda com la Policia per a la Promoció de la Virtut i Prevenció del Vici. Té 3.500 oficials i milers de voluntaris, i la seva feina consisteix a fer acomplir la llei islàmica.
A l'Aràbia Saudita es troben els dos llocs més sagrats de l'islam, concretament a les ciutats de la Meca i de Medina. Cinc vegades al dia, els musulmans són cridats des dels minarets de les mesquites a resar. El cap de setmana el constitueix el dijous i el divendres. La religió musulmana (monoteista) afirma tenir les mateixes arrels que el judaisme i el cristianisme; no obstant això, la pràctica del cristianisme, la presència d'esglésies i la tinença de materials religiosos cristians i jueus està totalment prohibida, tot i que als seus practicants els està permès entrar al país. L'Alcorà és la constitució de l'Aràbia Saudita i la xaria és la base del seu sistema legal i cap altra religió no pot practicar-se al país.
L'islam prohibeix el consum de porc i d'alcohol i aquesta llei s'aplica estrictament a tot el país.
Durant el mes de dejuni del ramadà, tant musulmans com altres religions residents al país han de seguir el dejuni prescrit per les lleis religioses. Fumar, menjar o beure en públic durant aquest mes està penat amb presó per als saudites, o amb l'expulsió immediata del país pels estrangers.
Diversos milions de fidels musulmans acudeixen cada any en peregrinació o hajj a la Meca i als llocs sants de l'islam circumdants, que es realitza en unes dates específiques del calendari musulmà; o bé el pelegrinatge menor o umra que es pot dur a terme en qualsevol moment de l'any.
La demografia religiosa exacta del país és difícil de calcular, ja que el govern informa que el 100% dels ciutadans són musulmans.

### Drets humans
Fins al maig de 2018, les dones a l'Aràbia Saudita tenien prohibit de conduir. El setembre 2017, el rei Salaman bin Abdulaziz va emetre un decret reial amb la nova normativa que permet a les dones exercir el seu dret a conduir des de juny del 2018.

## Cultura i oci

### Cultura popular
La cultura de l'Aràbia Saudita es desenvolupa principalment al voltant de la religió islàmica. Un dels rituals folklòrics més notables és l'ardha que és la dansa tradicional del país. La dansa de les espases està basada en una tradició beduïna; els tambors marquen el ritme i un poeta declama versos mentre que els homes portant espases dansen espatlla amb espatlla. La música folklòrica anomenada al-sihba del Hijaz té el seu origen a l'Andalusia de l'època àrab. A la Meca, Medina i Jeddah, la dansa incorpora un instrument anomenat al-mizmar que és molt semblant a l'oboè occidental.

#### Gastronomia
El pa àrab sense llevat, anomenat khobz es pren gairebé en tots els àpats. Altres aliments són el xai, el pollastre, el falafel (mandonguilles de cigrons fregits), el xauarma (xai a tires) i el fuul (una pasta a base de faves, all i llimona). Els cafès són nombrosos, si bé progressivament s'estan veient desplaçats per llocs de menjar ràpid. El te àrab és també una tradició important, i es pren en reunions formals o familiars. El te es pren sense llet i se li afegeixen herbes de diferents sabors.
Es consumeix molt el cafè àrab: cafè sense rostir bullit i condimentat amb cardamom i safrà. A les reunions socials sempre s'ofereix als convidats i és de bona educació prendre'n com a mínim un. Hi ha tot un protocol al voltant del servei del cafè àrab que no s'espera que el convidat conegui.

#### Vestuari
Els vestits àrabs són molt simbòlics, representant la relació de l'home amb la terra, el passat i la religió. Els vestits solts i ondulants reflecteixen la via en un país on predomina el desert. Tradicionalment els homes utilitzen uns vestits de cotó o de llana que els cobreix fins als turmells (conegut com a thawb) i una ghutra (un mocador quadrat de cotó que es posa al cap i es manté amb cordons de diferents estils). Per als pocs dies de fred, els homes utilitzen una capa de pell de camell denominada bixt. Els vestits de les dones sovint estan decorats amb motius tribals, monedes i fil metàl·lic. Si surten de casa, les dones han d'usar una capa llarga i negra (abaia) i un vel (niqab). La llei islàmica no s'aplica als estrangers però es recomana la modèstia i decència en la forma de vestir.

### Les belles arts

#### Teatre
Els teatres públics i els cinemes estan prohibits, ja que la tradició wahhabita considera a aquestes institucions incompatibles amb la religió. Tanmateix, disposen d'un teatre IMAX, i existeixen espais privats com el de Dhahran i Ras Tanura, encara que és més comú trobar espais per a música local, arts, i produccions de teatre més que per a la reproducció de pel·lícules. Els DVDs, fins i tot de pel·lícules americanes i britàniques, són legals i són fàcilment disponibles. Anualment se celebra el Jenadriyah que constitueix un festival folklòric.

#### Museus
- Museu nacional de l'Aràbia Saudita
- Museu de la Reial Força Aèria Saudita

### Esports
A l'Aràbia Saudita hi ha diversos esports famosos; el més popular de tots és el futbol, però a part d'aquest, el bàsquet, el tennis taula i el voleibol són força populars.

#### Futbol
L'any 1992 es va crear al país la Copa del Rei Fahd, actualment, Copa Confederacions. En ella, els campions dels tornejos de futbol de cada federació, els amfitrions (Aràbia Saudita) i el campió del món s'enfronten en dos grups de quatre equips cadascun, més dos semifinals i una final. Aquesta copa, s'ha celebrat en dues ocasions (1992 i 1995), com a Copa del Rei Fahd, i després, ja com a Copa Confederacions, el 1997, també a l'Aràbia Saudita.
El futbol és sens dubte, l'esport que més premis ha donat al país, amb tres Copes de Nacions del Golf i tres Copes d'Àsia.

#### Jocs Olímpics
L'Àrabia Saudita als Jocs Olímpics està representada pel Comité Olímpic de l'Aràbia Saudita. El país ha participat en els Jocs des dels del 1972 a Múnic, excepte els de 1980 disputats a Moscú, en que va donar suport al boicot com a protesta per l'ocupació de l'Afganistan per la Unió Soviètica. Per llei, les dones saudites no poden participar en els jocs, però el COI va aconseguir que el Comitè Olímpic Saudita acceptés enviar dones als jocs del 2012. Ha participat per primer cop a uns Jocs Olímpics d'Hivern a Beijing 2022.
 Les medalles aconseguides pels saudites fins al moment són:
| Event        | Or | Plata | Bronze | Total |
| Sidney 2000  | 0  | 1     | 1      | 2     |
| Londres 2012 | 0  | 0     | 1      | 1     |
| Tòquio 2020  | 0  | 1     | 0      | 1     |
| Total        | 0  | 2     | 2      | 4     |